# Georg Johannes Conradi
Georg Johannes Conradi (27. februar 1679 i Riga – 7. september 1747 i Rendsborg) var en tysk præst.
Conradi blev pietistisk påvirket under sine teologiske studier i Halle, ansattes 1710 som præst ved en tysk menighed i Stockholm og blev 1720 af kong Frederik IV kaldet til tysk hofpræst i København. 
1728 blev han generalsuperintendent for Slesvig og Holsten. I denne stilling arbejdede han for reformer i pietistisk retning; men der kom ikke meget ud af hans forslag (revision af kirkelovene, nyt ritual m. m.), skønt Christian VI’s tronbestigelse bragte pietismen vind i sejlene. 
Hans stilling til djævleforsagelsen ved dåben (han havde 1737 udvirket tilladelse for sit stift til, at den måtte udelades, når forældrene ønskede det) vakte tvivl om hans rettroenhed.